# Riesgau
Il Riesgau (anche: Rezia, dalla provincia romana di Raetia) era un Gau nel nord-est del ducato di Svevia. Era delimitato a sud dal Danubio. Nel Riesgau erano inclusi Nördlingen, Altheim (oggi comune di Hohenaltheim), e Dillingen an der Donau. Il nome si trova ancora oggi nel cratere di Nördlinger o nel circondario del Danubio-Ries.
Il Graf (conte) nel Riesgau all'inizio dell'XI secolo era Federico, uno dei capostipiti della stirpe Staufer.
Secondo Gustav Droysen, che cercò di risalire all'ubicazione e all'estensione del Gau intorno all'anno 1000, intorno al Riesgau si trovavano i seguenti Gau: a nord il Mulachgau, a nord-est e ad est lo Schwalbfeld (Sualafeldgau), a sud-est e a sud l'Augestgau, a sud e sud-ovest Duria, a sud-ovest e ovest Alba e a ovest e nord-ovest il Trachgau.